# Pegoscapus franki
Pegoscapus franki är en stekelart som beskrevs av Wiebes 1995. Pegoscapus franki ingår i släktet Pegoscapus och familjen fikonsteklar. Inga underarter finns listade i Catalogue of Life.